# ガイアポリス
ガイアポリス（がいあぽりす、GAIAPOLIS）とは1993年4月中旬にコナミから販売されたアーケードのアクションRPGである。副題は「黄金鷹の剣」。

## ストーリー
ザハーク帝国のキングダークネスによって召喚された邪神・モルドレッドは、「天空の劫火」を以てアヴァロンを焼き尽くす。
アヴァロンの皇子ジェラード＝ハイマルスは、竜大公ガラハッドや半妖精エレイン＝シーとともに、キングダークネスを倒す為にガイアポリスへ向かう旅に出る。
彼らは行く先々で現れる“炎の騎士”なる者に導かれ、ガイアポリスへ行くのに必要なクアールゥ、ズー、ビーンの3つの鍵を手に入れようとする。とはいえ、それらの鍵が隠された各都市は既に帝国の攻撃によって陥落しており、一行の前には帝国軍の強力な騎士たちが立ちはだかっていた。

## システム
アクションRPGである本作は、3人から選択出来るプレイヤーキャラを操作し、全17に渡るステージを踏破し最終ボスを倒すのが目的である。。敵を倒したりアイテムを取得する事でプレイヤーキャラのレベルが上がる。
8方向レバー＋3ボタン。ボタン1を押下すると向いている方向へ攻撃し、押しっぱなしにすると防御を行なって敵の攻撃を弾いたりダメージを軽減できる。ボタン2で『傭獣』と呼ばれるお供モンスターに攻撃させる。ボタン3で所持している魔法を使う。またレバーを一周させると全方位へ攻撃を繰り出し、レバーを同じ方向に2回入れるとダッシュ攻撃を行う。
パスワードコンティニュー方式を採用しており、ゲームオーバー時に表示される6文字のパスワードをゲームスタート時に入力すると、その時点での使用キャラクター・レベル・武器を保持したまま、最後に進行したステージの最初から再プレイできる。
2人での協力プレイが可能である。

## 登場キャラクター

### 操作キャラクター
ジェラード・ハイマルス皇子
ザハーク帝国に滅ぼされた平和の国「アヴァロン」の皇子。
竜大公ガラハッド
竜人国から追放された竜人。追放された時に自ら翼を捨てている。
半妖精エレイン・シー
アヴァロンで人間達と共存していた妖精「シー族」の最後の生き残り。

### 傭獣
ゴブリン
ローリン
ガルーダ
卵アイテムを取得することで登場。取っていくと傭獣の体力の上限が増えていく（最大5まで）。一体しか連れていけない。プレイヤーの後について移動し、ボタン2で敵に向かっていき攻撃する。画面左下にある体力ゲージが敵の攻撃によって無くなると消滅してしまう。

### 協力者
炎の騎士
主人公達の前に現れ助言を残していく。3つの鍵を集め封印を解くと真の姿を表す。
飛翔人ラダー
有翼人の戦士。主人公達に有翼人の勇者の証を手渡すためにコーベンにて登場する(登場条件あり)
飛翔人フラップ
有翼人の戦士。主人公達をザハーク帝国の手先と勘違いして暗黒回廊のボスとして登場する。(有翼人の勇者の証を所持していると戦闘なし)
ロビィ
大昔に人間によって作られたロボット。このキャラクターの話によって本作の舞台が文明崩壊後の未来の世界であることが明かされる。また、１度だけ復活可能なアイテムの（命の輝き）をくれる。

### 敵キャラクター
ファイター
ザハーク帝国の兵士。色により武器が違い、緑は棍棒、金は斧、青は剣、赤は剣を2本持つ。金はアヴァロンのボスとしても登場する。
クロコダイルマン
ワニの獣人。
ハリネズミ
バルキリー
ザハーク帝国の女性兵士。ラストバトルでは赤い色の個体も登場する。
ゴーレム
槍を持った紫色の甲冑の姿をしたゴーレム。
ウルフ
ジェリードーム
巣から出現する巨大なクラゲ。
アイズクラスター
目玉の集合体。
呪術師
全身に蓑を纏った小人。
リビングデッド
墓場から現れるゾンビ。上半身が砕けても行動する。
バルーンゴブリン
風船に捕まったゴブリン。

### ボスキャラクター
蛇神王バトウ
トーランのボス。大鎌を持った蛇の獣人。
貴公子
ザハーク帝国の幹部。紫色で剣を持ったブルーナイト、鉤爪を持ったメタルナイト、分身を操るシルバーナイトの3人で、それぞれガイアポリスの鍵を守る。
鉄騎ガルメガス
第1の鍵のボス。ブルーナイトが召喚する。主砲の代わりに骸骨が付いた金色の戦車。ダメージを一定量与えるとロボットとドラゴンに変形する。
アシュラ神
マハリシのボス。牛の頭を持った阿修羅。
バーナード隊
ブランミュートのボス。双剣を持ったアルマジロのような姿をしたバーナード・ショーとジョン・バーナードの二人組。体を膨張させてブレスを吐いて攻撃する。
ギ・タトゥ＆ギ・キャッツイ
第2の鍵のボス。メタルナイトが召喚する。ドラゴンの頭を持った大亀のギ・タトゥとその背中に収納した異常に長い腕を持った悪魔のギ・キャッツイの連戦となる。
大トビラ
アレイスタのボス。巨大な壁画が実体化した生物。
魔導師
ロスのボス。ブルーナイトとメタルナイトが召喚するミイラのような魔導師。腹部からビームを発射する。
人造人間ワックスマン
第3の鍵のボス。シルバーナイトが召喚する。泥のようなものが剥き出しになった人造人間。
セイバーロード隊
ガイアポリスのボス。貴公子が魔術師に変身した姿。
界王キングダークネス
ラストバトルの中ボス。ザハーク帝国の帝王。彼の玉座を破壊すると…
邪神モルドレッド
本作のラストボス。竜の姿をした邪神。制限時間が切れた時のペナルティとしても登場し、回避不可能のブレスを吐いてダメージを与えてくる。

## サウンドトラック
コナミ・アミューズメントサウンズ'93…夏　コナミ矩形波倶楽部（コナミ　1993年8月21日発売）
『リーサルエンフォーサーズ』、『ミスティックウォーリアーズ』とともに収録。アレンジバージョンあり。
ガイアポリス　GAME SOUND DIGITAL COLLECTION（クラリスディスク 2024年6月26日発売）
Disc1にオリジナルバージョン、Disc2にアレンジバージョンを収録。

## コミカライズ
コミックゲーメスト Vol.97（1993年8月号）に、本作デザイナーの濱川修二郎（Shuzilow.HA名義）によるコミカライズが掲載された。